# Éric Deloumeaux
Éric Deloumeaux est un footballeur français né le 12 mai 1973 à Montbéliard.
Éric a joué 28 matchs en Ligue 1, 94 matchs en Ligue 2 et 4 matchs en Coupe de l'UEFA; sans oublier 79 matchs en 1re division écossaise et 21 matchs en 2e division anglaise.

## Carrière
- RC Lons-le-Saunier
- 1996-1997 :  Dijon FCO
- 1997-1999 :  FC Gueugnon
- 1999- nov. 2001 :  Le Havre AC
- nov. 2001-2002 :  Motherwell FC
- 2002- janv. 2004 :  Aberdeen FC
- janv. 2004- janv. 2005 :  Coventry City
- janv. 2005-2005 :  Livingston FC
- 2006-2009 :  US Quevilly
- 2009-2010 :  CMS Oissel
- 2011-  FCM Aubervilliers[1]